# Октябрь (Крым)
Октя́брь (до 1948 года Байгончи́к Ру́сский, Бай-Конче́к Ру́сский; укр. Октябр, крымскотат. Bay Könçek, Бай Коньчек) — село на территории полуострова Крыма (согласно административно-территориальному делению Украины — Майского сельского совета Джанкойского района Автономной Республики Крым, согласно административно-территориальному делению России — Майского сельского поселения Джанкойского района Республики Крым).

## Население
| 2001 | 2014 |
| ---- | ---- |
| 1134 | ↘923 |

Всеукраинская перепись 2001 года показала следующее распределение по носителям языка
| Язык             | Процент |
| ---------------- | ------- |
| крымскотатарский | 47.53   |
| русский          | 40.83   |
| украинский       | 10.85   |
| другие           | 0.35    |

### Динамика численности
- 1915 год — 30/60 чел.[10][11]
- 1918 год — 44 чел.[12]
- 1926 год — 94 чел.[13]
- 1939 год — 178 чел.[14]
- 1989 год — 1024 чел.[14]
- 2001 год — 1134 чел.[15]
- 2014 год — 923 чел.[16]

## Современное состояние
На 2017 год в Октябре числится 10 улиц и 2 переулка; на 2009 год, по данным сельсовета, село занимало площадь 101 гектар на которой, в 388 дворах, проживало более 1 тысячи человек. В селе действуют средняя общеобразовательная школа, сельский клуб, библиотека

## География
Октябрь — большое село в восточной части района, в степном Крыму, на одной из безымянных балка, правом притоке реки Стальная (сейчас — коллектор Северо-Крымского канала), высота центра села над уровнем моря — 22 м. Соседние сёла: Хлебное в 3,5 км на северо-восток, Табачное в 3,2 км на восток, пгт Азовское в 2,5 км на юг и Полевое в 3,7 км на юго-запад. Расстояние до райцентра — около 25 километров (по шоссе), ближайшая железнодорожная станция — Азовская (на линии Джанкой — Феодосия) — примерно в 5 километрах. Транспортное сообщение осуществляется по региональной автодороге 35Н-176 от шоссе 35А-001 «граница с Украиной — Джанкой — Феодосия — Керчь» до Многоводного (по украинской классификации — С-0-10452).

## История
Селение Байгончик Новый (также Ней-Байганчек, Ней-Байгочек) была основана на территории Ак-Шеихской волости Перекопского уезда крымскими немцами-лютеранами в 1906 году на 1500 десятинах земли. По Статистическому справочнику Таврической губернии. Ч.II-я. Статистический очерк, выпуск пятый Перекопский уезд, 1915 год, в деревне Байгончик Новый Ак-Шеихской волости Перекопского уезда числилось 4 вдвора с немецким населением в количестве 30 человек приписных жителей и 60 — «посторонних», из которых 49 мужчин и 41 женщина. Жители владели 1450 десятинами удобной земли. В хозяйствах имелось 52 лошади, 40 волов, 25 коров и 22 голов мелкого скота. В 1918 году в селении было 44 жителя.

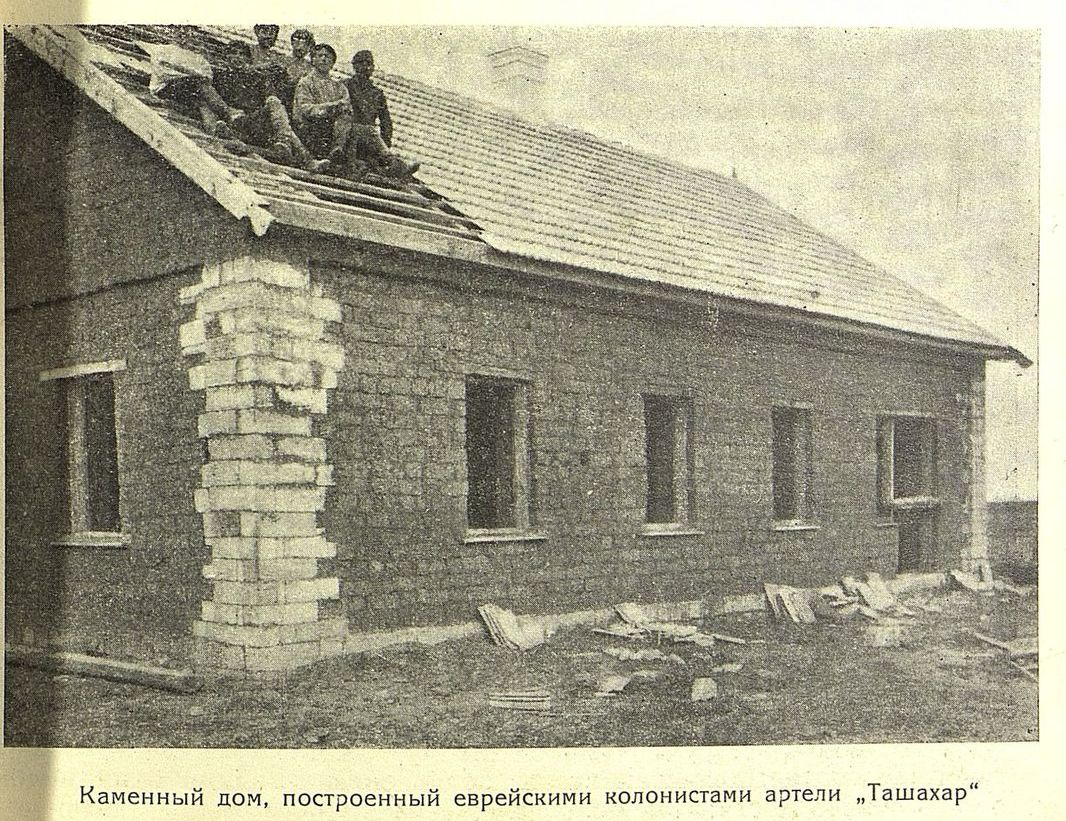
Переселенческий дом в коммуне Тельхай, 1925 год.

Время и причина запустения Байгончика Нового пока не известны. В истории селение ещё фигурировало, как Байгончик русский, причём в книге «Города и села Украины» утверждается, что Байгончик русский и Байгончик новый — одно и то же село.
Известно, что в этом месте в октябре 1922 года еврейской организацией Хе-Халуц на площади 2000 десятин в Ак-Шейхском сельсовете Джанкойского района была основана первая земледельческая коммуна Тель-Хай. С помощью Джойнта коммуне удалось наладить хозяйскую деятельность и уже в 1924 году в ней числилось 72 человека. Согласно Списку населённых пунктов Крымской АССР по Всесоюзной переписи 17 декабря 1926 года, в коммуне Тельхай, Ак-Шеихского сельсовета Джанкойского района, числилось 2 двора, из них 1 крестьянский, население составляло 94 человека, все евреи. После образования в 1935 году Колайского района селение включили в его состав. На 1935 год в путеводителе «Крым» описывается еврейская переселенческая коммуна «Октябрь» с многоквартирными домами, большими посевными площадями, виноградником (10 гектаров), овощным отделом (25 гектаров), крупным животноводством (200 коров, 100 свиней, 400 овец). Время переименования Тель-Хая пока не установлено, но уже на 5-ти километровой карте 1938 года обозначено село Октябрь, как и на километровой карте Генштаба Красной армии 1941 года. По данным всесоюзной переписи населения 1939 года в селе проживало 178 человек. Вскоре после начала отечественной войны часть еврейского населения Крыма была эвакуирована, из оставшихся под оккупацией — большинство расстреляны.
После освобождения Крыма от фашистов в апреле, 12 августа 1944 года было принято постановление № ГОКО-6372с «О переселении колхозников в районы Крыма» и в сентябре 1944 года в район приехали первые новоселы (162 семьи) из Житомирской области, а в начале 1950-х годов последовала вторая волна переселенцев из различных областей Украины. С 25 июня 1946 года Октябрь в составе Крымской области РСФСР Указом Президиума Верховного Совета РСФСР от 18 мая 1948 года, Байгончик русский также переименовали в Октябрь (фактически, объединение двух сёл). В 1954 году село передано в состав Украинской ССР. Время включения в состав Майского сельского совета пока не установлено: на 15 июня 1960 года село уже в составе. В 1961 году, после очередного укрупнения, был образован колхоз «Россия» (центром в селе Майское), куда вошёл Октябрь (колхоз «Октябрь»). Указом Президиума Верховного Совета УССР «Об укрупнении сельских районов Крымской области», от 30 декабря 1962 года Азовский район был упразднён и село присоединили к Джанкойскому. В период с 1954 по 1968 годы к Октябрю присоединили село Пирогово. По данным переписи 1989 года в селе проживало 1024 человека. С 12 февраля 1991 года село в восстановленной Крымской АССР, 26 февраля 1992 года переименованной в Автономную Республику Крым.
12 мая 2016 года парламент Украины, не признающий аннексию Крыма Россией, принял постановление о переименовании села в Бай-Кончек (укр. Бай-Кончек), в соответствии с законами о декоммунизации, однако данное решение не вступает в силу до «возвращения Крыма под общую юрисдикцию Украины».

### Байгончик Новый
Байгончик Новый, или Ней-Байганчек (Ней-Байгочек) основан крымскими немцами лютеранами на 1500 десятинах земли в Ак-Шеихской волости в 1906 году. По Статистическому справочнику Таврической губернии. Ч.II-я. Статистический очерк, выпуск пятый Перекопский уезд, 1915 год, в деревне Байгончик Новый Ак-Шеихской волости Перекопского уезда числилось 4 двора с немецким населением в количестве 30 человек приписных жителей и 60 — «посторонних», которое к 1918-му сократилось до 44 человек. Видимо, вскоре село исчезло, так как в Списке населённых пунктов Крымской АССР по Всесоюзной переписи 17 декабря 1926 года уже не упоминается.